# Onthophagus moreleti
Onthophagus moreleti é uma espécie de inseto do género Onthophagus, família Scarabaeidae, ordem Coleoptera.

## História
Foi descrita cientificamente por Baraud em 1980.